# منطقة وسط (محافظة كفر الشيخ)
منطقة وسط، أحد تقسيمات محافظة كفر الشيخ، جمهورية مصر العربية. تضم المنطقة 3 مراكز إدارية. عاصمة المنطقة مدينة كفر الشيخ.